# بخش پایک (شهرستان فولتون، اوهایو)
بخش پایک (به انگلیسی: Pike Township) یک منطقهٔ مسکونی در ایالات متحده آمریکا است که در شهرستان فولتن، اوهایو واقع شده‌است.
 بخش پایک ۷۳٫۲ کیلومتر مربع مساحت و ۱٬۸۵۴ نفر جمعیت دارد و ۲۲۹ متر بالاتر از سطح دریا واقع شده‌است.